# Ogród Japoński w Chorzowie
Ogród Japoński w Chorzowie – założenie ogrodowe w stylu japońskim na terenie Parku Śląskiego w Chorzowie.
Ogród zlokalizowany jest przy Alei Różanej, między halą wystawienniczą „Kapelusz” a Rosarium. Wstęp wolny.

## Historia
Ogród w stylu japońskim powstał na terenie ówczesnego Wojewódzkiego Parku Kultury i Wypoczynku w latach 60. XX wieku. Autorem projektu był Edward Bartman. Ogród zajmował u swego zarania powierzchnie 6000 m². Planowano wybudowanie sztucznego wodospadu, ale projektu nie udało się zrealizować.
Obiekt przeszedł gruntowną modernizację w latach 2020–2021. Koszt inwestycji wyniósł 14,2 mln zł. Wykorzystano środki z unijnego programu „Jessica”. Powiększona została powierzchnia do 1,25 he. Wzniesiono dwupoziomowe zbiorniki w granicie i wodospad z przeszklonym tarasem. Dodano nowe oświetlenie. Ogród otwarto ponownie 12 lipca 2021 roku. W uroczystości udział wzięli, m.in.: premier Mateusz Morawiecki, wojewoda Jakub Chełstowski, prezes Parku Śląskiego Agnieszka Bożek.

## Flora
Odnowiony ogród urządzony został w stylu Tsukiyama. Ozdobą ogrodu jest ponadpięćdziesięcioletnie drzewo wiśniowe. Hodowana flora obejmuje: jodły koreańskie, głogi pośrednie, magnolię gwiaździstą, magnolię Soulange’a, bambusy, różaneczniki, hortensje, kalie, krzewy pierisa, jałowców, irgi błyszczącej, paprocie, trawy ozdobne oraz funkie.

## Galeria

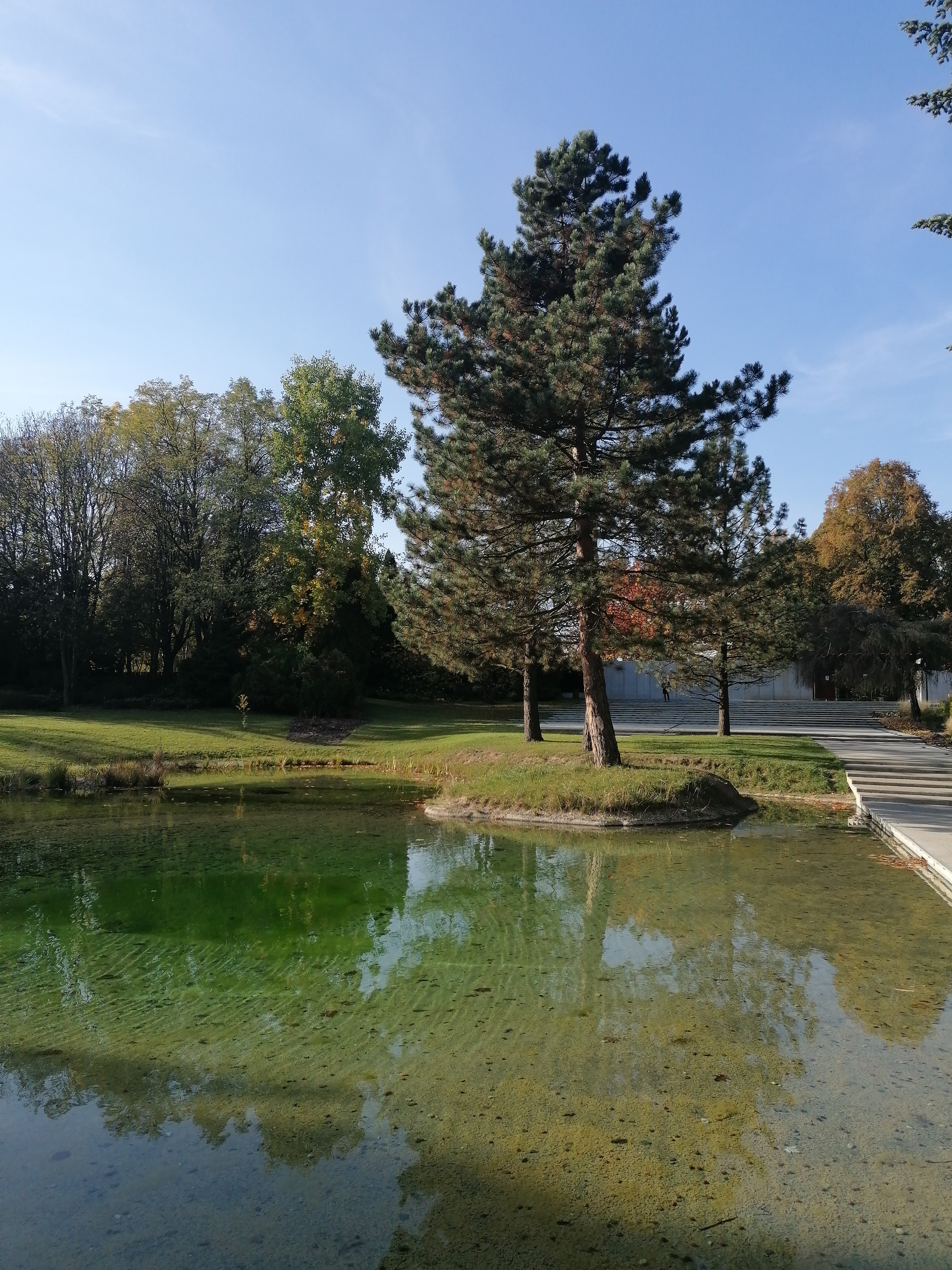
Sosna nad stawem, 2022
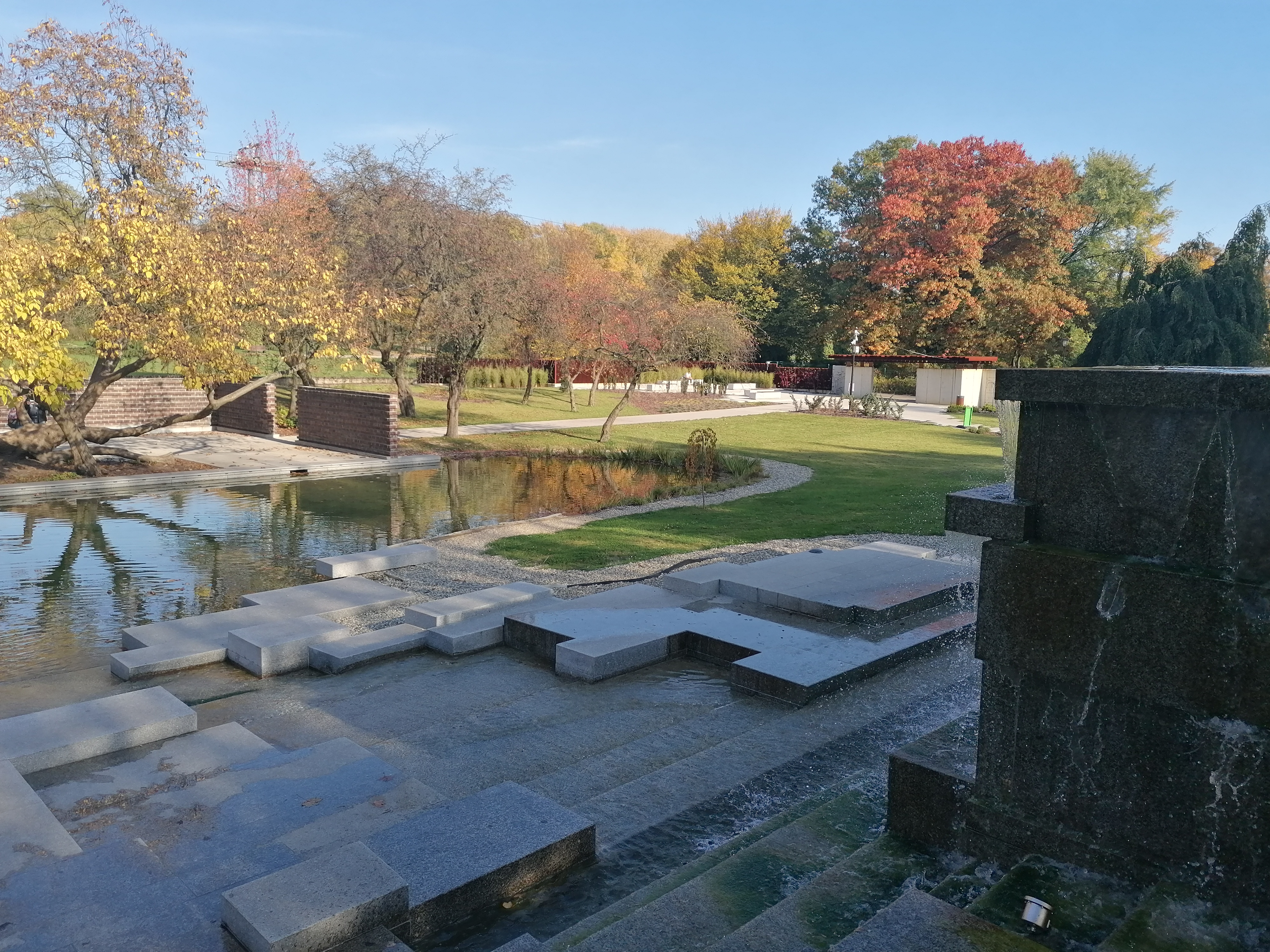
Wodospad i strumień, 2022
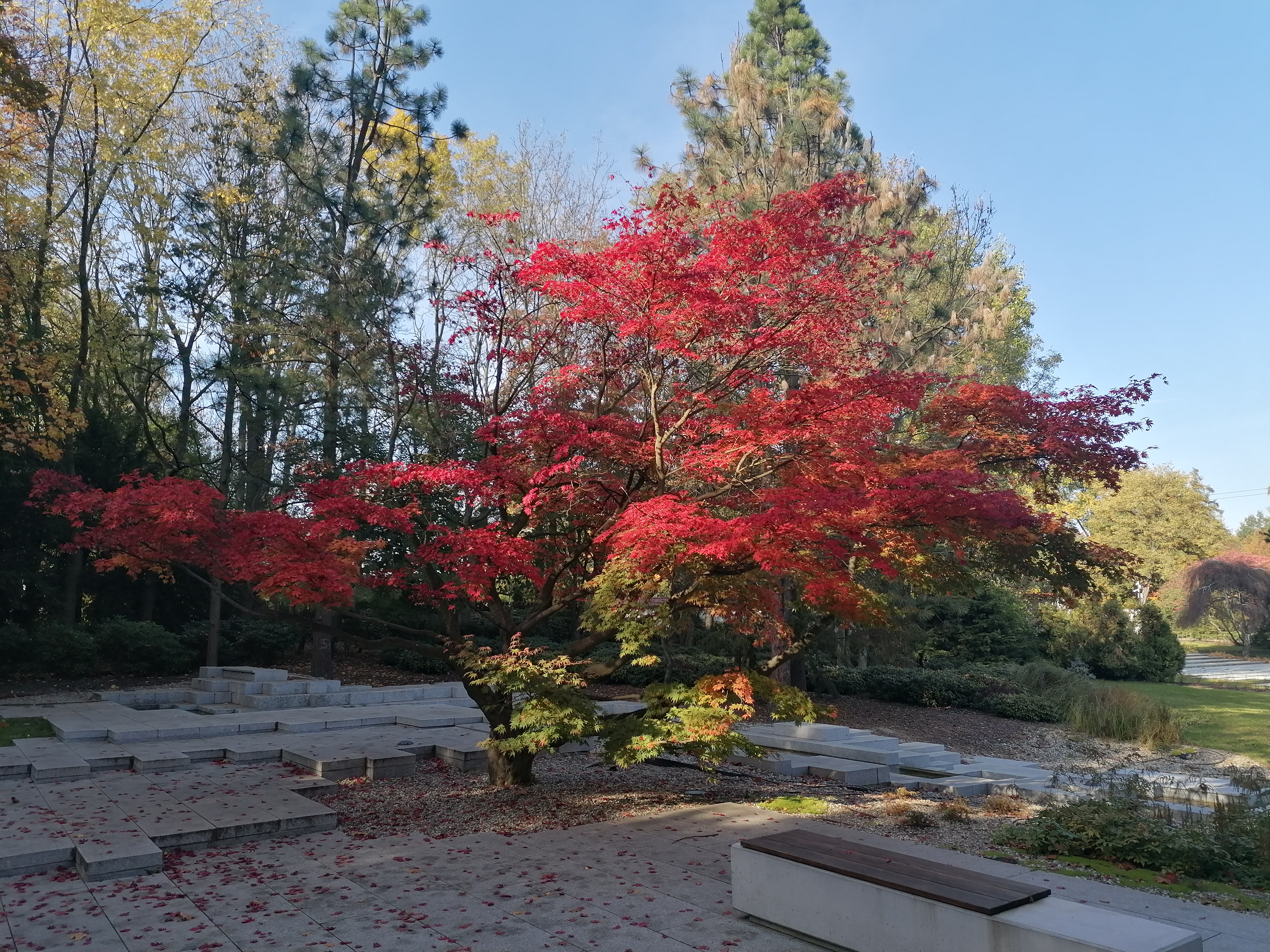
Ogród Zen jesienią, 2022